# Mesua assamica
Mesua assamica är en tvåhjärtbladig växtart som först beskrevs av George King och Prain, och fick sitt nu gällande namn av André Joseph Guillaume Henri Kostermans. Mesua assamica ingår i släktet Mesua och familjen Calophyllaceae. Inga underarter finns listade i Catalogue of Life.